# Sigríður Níelsdóttir
Sigríður Níelsdóttir (1930 – 2011, também conhecida como Grandma Lo-Fi (Islandês: Amma Lo-Fi, lit. Vovó Lo-Fi)) foi uma musicista islandesa.
Sigríður nasceu Sigrid Maria Elisabeth Nielsen em Copenhague, Dinamarca, em 1930, filha de pais dinamarqueses/alemães. Ela se mudou para a Islândia em 1949, onde adotou seu nome islandês. Em 1990, ela se mudou para o Brasil, mas voltou para a Islândia oito anos depois.
Em 2001, aos 70 anos, Sigríður começou a gravar música lo-fi em sua cozinha em Reykjavík, utilizando um teclado Casio e gravando em um toca-fitas. Os álbuns foram digitalizados e depois duplicados para criar cinquenta cópias. A própria Sigríður desenhou as capas e depois as vendeu na loja de discos 12 Tónar . Sua produção foi prolífica; em sete anos ela gravou 59 álbuns.
Cada álbum continha 12 músicas, mas seu conteúdo era muito variado. Sua música incorporava tudo, desde canções infantis a percussão de cozinha, e suas letras cobriam desde a vida no mar até elefantes.
Sigríður era muito tímida para se apresentar ao vivo, mas alguns músicos islandeses se juntaram para formar o grupo Stórsveit Sigríðar Níelsdóttur, que apresentou sua música na casa de shows Íslenska óperan . Ela se tornou uma figura cult na cena musical islandesa .
Sigríður parou de gravar em 2009 e morreu em Reyðarfjörður em 2011, aos oitenta e um anos.

## Documentário
Um documentário sobre Sigríður foi lançado em 2011, intitulado Grandma Lo-fi: The Basement Tapes of Sigrídur Níelsdóttir ( em islandês:  Amma Lo-fi: Kjallaraspólur Sigríðar Níelsdóttur, lit. Vovó Lo-fi: As fitas do porão de Sigríður Níelsdóttir), e dirigido por Orri Jónsson, Kira Kira e Ingibjörg Birgisdóttir. O filme ganhou o prêmio Sound & Vision no Festival Internacional de Documentários de Copenhague em 2011 e foi indicado ao Edda Awards em 2013.